# استان داخله نواذیبو
استان داخله نواذیبو (به عربی: داخلة نواذیبو) یکی از استان‌های کشور موریتانی است. استان داخله نواذیبو ۲۲٬۳۰۰ کیلومتر مربع مساحت و ۱۲۳٬۷۷۹ نفر جمعیت دارد.